# Souvrství Moreno Hill

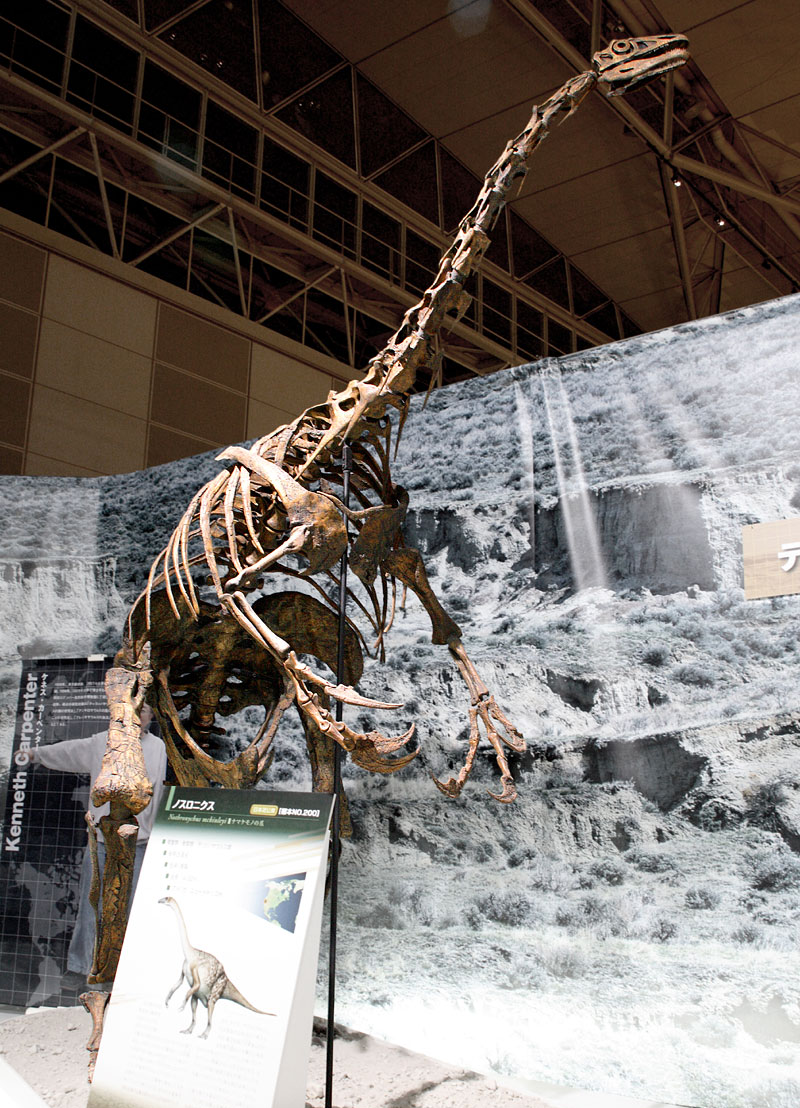
Nothronychus, jeden z dinosaurů, objevených v souvrství Moreno Hill.

Souvrství Moreno Hill je geologickou formací na území státu Nové Mexiko v USA. Stáří sedimentů činí asi 91 až 88 milionů let, jedná se tedy o usazeniny z počátku pozdní křídy (geologický stupeň turon až coniak). Souvrství bylo oficiálně definováno v roce 1983 a pojmenováno podle sedimentárních výchozů v oblasti Moreno Hills v uhelných polích Salt Lake na západě Nového Mexika.

## Charakteristika
Nejběžnější horninou v tomto souvrství je pískovec, méně zastoupen je jílovec, prachovec a uhlí. Nejvyšší mocnost sedimentů tohoto souvrství činí 217 metrů. Původně se předpokládalo, že zde nejsou žádné fosilie obratlovců, dnes už ale odtud známe několik druhů dinosaurů a také ryby a další obratlovce.

## Dinosauří fauna

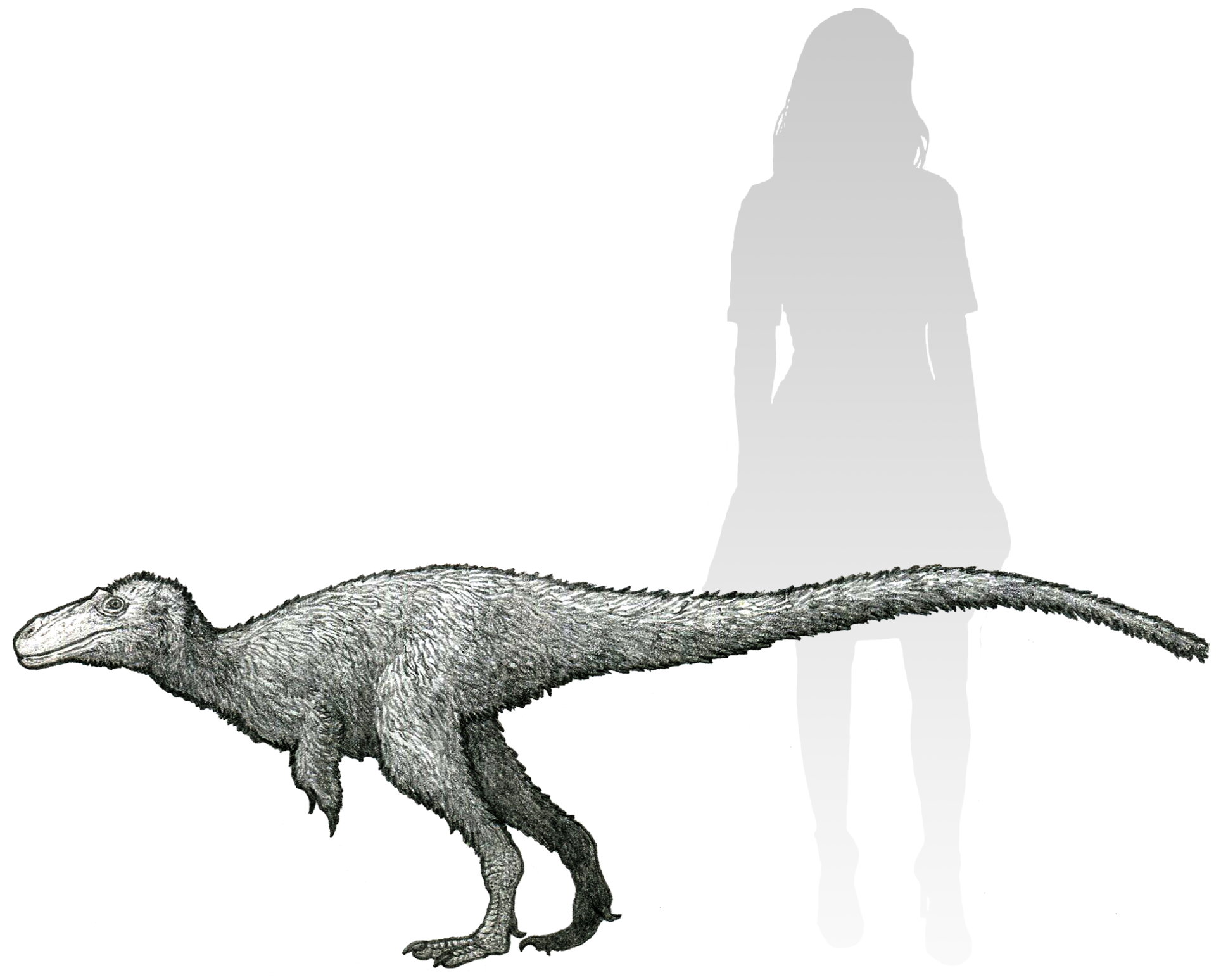
Suskityrannus - rekonstrukce vzezření

- Jeyawati rugoculus - bazální hadrosauromorf[6]

- Nothronychus mckinleyi - therizinosauroid[7]

- Suskityrannus hazelae - tyranosauroid[8]

- Zuniceratops christopheri - ceratopsoid[9]

- Ankylosauria indet. - fosilní zuby[10]